# Jesús Rubio
Jesús Rubio Gomez (* 9. September 1994), auch bekannt als Chus Rubio oder kurz Chus, ist ein andorranischer Fußballnationalspieler. Der Rechtsverteidiger steht in seiner Heimat bei UE Santa Coloma unter Vertrag und ist mehrfacher Nationalspieler.

## Karriere

### Verein
Rubio begann seine Karriere in der Jugend des FC Andorra. Nach mehreren Stationen in seinem Heimatland, darunter UE Santa Coloma und AC Escaldes, spielt er seit 2021 für Inter d’Escaldes.
2022 debütierte er für seinen Verein in der Qualifikation zur Champions League, es folgten weitere Einsätze in Qualifikationsrunden zur Europa League und zur Conference League.
Im Sommer 2024 wechselte er zurück zu UE Santa Coloma.

### Nationalmannschaft
Am 12. November 2015 gab Rubio in einem Testspiel gegen St. Kitts und Nevis sein Debüt für die andorranische Nationalmannschaft. Sein erstes Tor erzielte er am 10. Juni 2022 in der Nations League gegen Liechtenstein.